# 麻溝村
麻溝村（あさみぞむら）は、1889年（明治22年）から1941年（昭和16年）にかけて神奈川県高座郡に存在した町村制による自治体である。
現在は相模原市南区の一部である。

## 歴史

### 村名の由来
旧村名の当麻、下溝からの合成地名。

### 沿革
- 1889年（明治22年）4月1日 - 町村制の施行により、当麻村、下溝村が合併して発足。
- 1941年（昭和16年）4月29日　- 座間町、新磯村、田名村、上溝町、大沢村、相原村、大野村と合併して相模原町が発足。同日麻溝村廃止。
- 1954年（昭和29年）11月20日 - 相模原町が市制施行して相模原市となる。

## 軍施設
- 陸軍士官学校演習地（1937年開設。士官学校所在地は座間町）

1937年（昭和12年）に陸軍士官学校の座間への移転に合わせて、麻溝村から南隣の新磯村にかけての台地上の土地の大部分が陸軍に買収され、士官学校の演習場とされた。
陸軍に演習場として土地を買収された麻溝村・新磯村の失地耕作者の対応として麻溝台東端付近一帯に、昭和11年12月認可の「芝野耕地整理組合」を設立。しかし面積は失地地積の六分の一に過ぎず、さらに昭和12年12月知事の認可を得て「芝原耕地整理組合」を設立した。昭和15年3月建立の記念碑が相模原公園体育館駐車場、交番の近くに移設。記念碑裏面には当時の関係者77名の名が刻まれている。尚、麻溝村失地耕作者の内30名は陸軍士官学校その他に就職した。

## 交通

### 鉄道路線
- 相模鉄道（本路線は現東日本旅客鉄道）
  - 相模線：下溝駅 - 原当麻駅